# Apnagyugh
Apnagyugh (armenio: Ափնագյուղ) es una comunidad rural de Armenia en la provincia de Aragatsotn.
Se ubica en la margen derecha del Río Kasagh y en el lado izquierdo de la carretera de Aparan, 15 km al sur del centro de la región. Su altitud es de 1801 m s. n. m. Tiene casas construidas en piedra y baretes de agua potable con tubería de 6 kilómetros. Cerca se encuentra el pueblo de Vardenut.

## Demografía
En 2009 tenía 633 habitantes.
Los antepasados de la población actual en 1828-1829 llegaron a Bayazet y Mush: en 1831 el pueblo tenía 376 habitantes, en 1897, 907, en 1926, 725, 1939, 629, 1959, 358, 1970, 435, 1979, 444 residentes, 1 de enero de 2008, en 695 habitantes (353 hombres, 342 mujeres).

## Etimología
El nombre del pueblo se menciona por primera vez en el siglo XIII. Monasterio del siglo XIII tallado en el interior de la pared de las actas de la Sasne apnagyughatsi, V., hermanos Gregory, de la tierra monasterio para dar Sahak hishatakaranum la pluma en 1644 y se acordó el nombre de nuestro pueblo día Apna no se cambia: el nombre de la aldea Apnagegh Apnagyugh Alishan, o supuestamente causada por el "visto como la palma de la mano" redacción es más probable que Kasagh costa del río en el pueblo = pueblo = APN-a-pueblo de la versión.

## Historia
Tanto los bancos de la parte oriental del valle y el pueblo son las partes más altas de la piedra utilizada en la época medieval a las cuevas, lado este de la aldea, BC Tercero milenio asentamientos y tumbas, gyughategh medieval cerca de la aldea en la dzoraezrin oriental, a unos 200 metros de distancia unos de otros se conservan en 4-5 siglos dos iglesias de gran basílica mianav tamaño, cuyas paredes están talladas en las cruces rodeadas, Edad Media kandakanakhsher, similar basílica Kasaghi, Zovunii, período Astvatsenkali mismo de los detalles relevantes aquí conserva la capilla vimapor medieval y el cementerio del siglo XX de la primera mitad de la década de 1930-s, el pueblo comenzó a filtrarse en el valle de Ararat y otras áreas : Más de 900 residentes de la aldea en 1886, los años desde el nacimiento hasta los 50 años, y la hace brnaktsumits tenía unos 2.000 habitantes, las autoridades casi cuatro veces la política miope y anirates pokratsel a la asociación a expensas de apnetsineri colectiva FC Ararat Yerevan, Noragyugh distrito, en el noroeste del distrito Hasmik la calle en todo el perímetro, alrededor de 2000 habitantes en 1920, en lugar de hoy, el pueblo tiene 695 habitantes, sólo 84 alumnos de la escuela.